# Élections municipales de 2001 en Seine-et-Marne
Les élections municipales en Seine-et-Marne ont eu lieu les 11 et 18 mars 2001.

## Maires sortants et maires élus
Si La Ferté-sous-Jouarre, Nemours, Roissy-en-Brie, Vaires-sur-Marne et Vert-Saint-Denis basculent à gauche, Ozoir-la-Ferrière fait le chemin inverse avec la victoire du candidat Démocratie libérale Jean-François Oneto. La gauche parvient par ailleurs à remporter Champagne-sur-Seine, où le premier édile sans étiquette ne se représentait pas, avec François Roger (MDC). À Provins, le RPR conserve la ville mais le maire sortant Robert Chevalier est défait par Christian Jacob tandis qu'à Fontainebleau, le divers droite Jacques Nizart bat le gaulliste Paul Dubrule à l'issue d'une pentagulaire. Enfin, Bois-le-Roi, Gretz-Armainvilliers, Le Mée-sur-Seine et Saint-Pierre-lès-Nemours restent à droite mais les mairies changent de tête.
| Commune                   | Population | Maire sortant          | Parti | Parti     | Maire élu              | Parti | Parti |
| ------------------------- | ---------- | ---------------------- | ----- | --------- | ---------------------- | ----- | ----- |
| Avon                      | 14 030     | Jean-Pierre Le Poulain |       | DVD       | Jean-Pierre Le Poulain |       | DVD   |
| Bois-le-Roi               | 5 292      | Didier Guyot           |       | DL        | François Danel         |       | DVD   |
| Brie-Comte-Robert         | 13 397     | André Aubert           |       | PS        | André Aubert           |       | PS    |
| Bussy-Saint-Georges       | 9 194      | Hugues Rondeau         |       | CNI       | Hugues Rondeau         |       | CNI   |
| Cesson                    | 7 699      | Christian Didion       |       | DVD       | Christian Didion       |       | DVD   |
| Champagne-sur-Seine       | 6 594      | Eugène Chupeau         |       | SE        | François Roger         |       | MDC   |
| Champs-sur-Marne          | 24 553     | Maud Tallet            |       | PCF       | Maud Tallet            |       | PCF   |
| Chelles                   | 45 399     | Jean-Paul Planchou     |       | PS        | Jean-Paul Planchou     |       | PS    |
| Claye-Souilly             | 10 152     | Yves Albarello         |       | RPR       | Yves Albarello         |       | RPR   |
| Combs-la-Ville            | 20 953     | Guy Geoffroy           |       | RPR       | Guy Geoffroy           |       | RPR   |
| Coulommiers               | 13 852     | Guy Drut               |       | RPR       | Guy Drut               |       | RPR   |
| Courtry                   | 6 036      | Michèle Godon          |       | PS        | Michèle Godon          |       | PS    |
| Dammarie-les-Lys          | 20 659     | Jean-Claude Mignon     |       | RPR       | Jean-Claude Mignon     |       | RPR   |
| Dammartin-en-Goële        | 7 805      | Monique Papin          |       | PS        | Monique Papin          |       | PS    |
| Émerainville              | 7 027      | Alain Kelyor           |       | RPR       | Alain Kelyor           |       | RPR   |
| Esbly                     | 5 131      | Valérie Pottiez-Husson |       | RPR       | Valérie Pottiez-Husson |       | RPR   |
| La Ferté-sous-Jouarre     | 8 584      | Bernard Doumeizel      |       | RPR       | Marie Richard          |       | PS    |
| Fontainebleau             | 15 942     | Paul Dubrule           |       | RPR       | Jacques Nizart         |       | DVD   |
| Gretz-Armainvilliers      | 7 613      | Gilbert Pillet         |       | DVD       | Jean-Paul Garcia       |       | DVD   |
| Lagny-sur-Marne           | 19 368     | Patrice Pagny          |       | DVD       | Patrice Pagny          |       | DVD   |
| Lésigny                   | 7 647      | Gérard Ruffin          |       | UDF       | Gérard Ruffin          |       | UDF   |
| Lieusaint                 | 6 365      | Michel Bisson          |       | PS        | Michel Bisson          |       | PS    |
| Lognes                    | 14 215     | Michel Ricart          |       | PS        | Michel Ricart          |       | PS    |
| Meaux                     | 49 421     | Jean-François Copé     |       | RPR       | Jean-François Copé     |       | RPR   |
| Le Mée-sur-Seine          | 21 217     | René André             |       | UDF       | Yves Agostini          |       | UDF   |
| Melun                     | 35 695     | Jacques Marinelli      |       | RPR       | Jacques Marinelli      |       | RPR   |
| Mitry-Mory                | 16 869     | Jean-Pierre Bontoux    |       | PCF       | Jean-Pierre Bontoux    |       | PCF   |
| Moissy-Cramayel           | 14 298     | Jean-Jacques Fournier  |       | PS        | Jean-Jacques Fournier  |       | PS    |
| Montereau-Fault-Yonne     | 17 625     | Yves Jégo              |       | RPR       | Yves Jégo              |       | RPR   |
| Nandy                     | 6 159      | René Réthoré           |       | PS        | René Réthoré           |       | PS    |
| Nangis                    | 7 479      | Claude Pasquier        |       | PCF       | Claude Pasquier        |       | PCF   |
| Nanteuil-lès-Meaux        | 5 009      | Bernard Roux           |       | DVD       | Bernard Roux           |       | DVD   |
| Nemours                   | 12 898     | Charles Hochart        |       | RPR       | Pascal Maraux          |       | PS    |
| Noisiel                   | 15 502     | Daniel Vachez          |       | PS        | Daniel Vachez          |       | PS    |
| Othis                     | 6 479      | Alain Romandel         |       | MDC       | Alain Romandel         |       | MDC   |
| Ozoir-la-Ferrière         | 20 707     | Jacques Loyer          |       | PS        | Jean-François Oneto    |       | DL    |
| Pontault-Combault         | 32 886     | Jacques Heuclin        |       | PS        | Jacques Heuclin        |       | PS    |
| Provins                   | 11 667     | Robert Chevalier       |       | RPR diss. | Christian Jacob        |       | RPR   |
| Roissy-en-Brie            | 19 693     | Lionel Courant         |       | RPF       | Christiane Béraud      |       | PS    |
| Saint-Fargeau-Ponthierry  | 11 224     | Lionel Walker          |       | DVG       | Lionel Walker          |       | DVG   |
| Saint-Pierre-lès-Nemours  | 5 815      | Michel Verhaeghe       |       | DVD       | Bernard Rodier         |       | DVD   |
| Saint-Thibault-des-Vignes | 6 382      | Marc Brinon            |       | DVD       | Marc Brinon            |       | DVD   |
| Savigny-le-Temple         | 22 339     | Jean-Louis Mouton      |       | PS        | Jean-Louis Mouton      |       | PS    |
| Souppes-sur-Loing         | 5 348      | Jean-Claude Thébault   |       | PS        | Jean-Claude Thébault   |       | PS    |
| Thorigny-sur-Marne        | 9 029      | Pierre Chantrel        |       | DVD       | Pierre Chantrel        |       | DVD   |
| Torcy                     | 21 595     | Christian Chapron      |       | PS        | Christian Chapron      |       | PS    |
| Tournan-en-Brie           | 7 545      | Michel Barret          |       | RPR       | Michel Barret          |       | RPR   |
| Vaires-sur-Marne          | 11 772     | Roland Hirt            |       | DVD       | Danièle Querci         |       | PS    |
| Vaux-le-Pénil             | 10 688     | Pierre Carassus        |       | MDC       | Pierre Carassus        |       | MDC   |
| Vert-Saint-Denis          | 7 493      | Didier Eude            |       | RPR       | Gérard Bernheim        |       | PS    |
| Villeparisis              | 21 296     | José Hennequin         |       | PS        | José Hennequin         |       | PS    |

## Résultats dans les communes de plus de5 000 habitants
Les résultats proviennent du journal Le Monde,.

### Avon
- Maire sortant : Jean-Pierre Le Poulain (DVD)
- 33 sièges à pourvoir au conseil municipal (population légale 1999 : 14 030 habitants)

|                          | Jean-Pierre Le Poulain * | DVD            | 2 407 | 56,96  | 26 |  |  |  |
|                          | Jean-Marie Virot         | PS (G. pl.)    | 1 819 | 43,04  | 7  |  |  |  |
|                          |                          |                |       |        |    |  |  |  |
| Inscrits                 | Inscrits                 | Inscrits       | 8 155 | 100,00 |    |  |  |  |
| Abstentions              | Abstentions              | Abstentions    | 3 524 | 43,21  |    |  |  |  |
| Votants                  | Votants                  | Votants        | 4 631 | 56,79  |    |  |  |  |
| Blancs ou nuls           | Blancs ou nuls           | Blancs ou nuls | 405   | 8,75   |    |  |  |  |
| Exprimés                 | Exprimés                 | Exprimés       | 4 226 | 91,25  |    |  |  |  |
| * Liste du maire sortant |                          |                |       |        |    |  |  |  |

### Brie-Comte-Robert
- Maire sortant : André Aubert (PS)
- 33 sièges à pourvoir au conseil municipal (population légale 1999 : 13 397 habitants)

|                          | André Aubert *    | PS             | 2 279 | 52,69  | 26 |  |  |  |
| Vivre à Brie             |                   |                | 2 279 | 52,69  | 26 |  |  |  |
|                          | Jean-Louis Lacéna | DVD            | 1 328 | 30,71  | 5  |  |  |  |
| Brie Avenir              |                   |                | 1 328 | 30,71  | 5  |  |  |  |
|                          | Yves Grannonio    | DVG            | 718   | 16,60  | 2  |  |  |  |
| Brie vous appartient     |                   |                | 718   | 16,60  | 2  |  |  |  |
|                          |                   |                |       |        |    |  |  |  |
| Inscrits                 | Inscrits          | Inscrits       | 7 826 | 100,00 |    |  |  |  |
| Abstentions              | Abstentions       | Abstentions    | 3 334 | 42,60  |    |  |  |  |
| Votants                  | Votants           | Votants        | 4 492 | 57,40  |    |  |  |  |
| Blancs ou nuls           | Blancs ou nuls    | Blancs ou nuls | 167   | 3,72   |    |  |  |  |
| Exprimés                 | Exprimés          | Exprimés       | 4 325 | 96,28  |    |  |  |  |
| * Liste du maire sortant |                   |                |       |        |    |  |  |  |

### Bussy-Saint-Georges
- Maire sortant : Hugues Rondeau (CNI)
- 29 sièges à pourvoir au conseil municipal (population légale 1999 : 9 194 habitants)

|                          | Hugues Rondeau *       | CNI-UDF (Un. d.) | 1 815 | 61,55  | 24 |  |  |  |
|                          | Alain Dozias           | MDC (G. pl.)     | 807   | 27,37  | 4  |  |  |  |
|                          | Marie-Christine Lignon | RPF              | 327   | 11,09  | 1  |  |  |  |
|                          |                        |                  |       |        |    |  |  |  |
| Inscrits                 | Inscrits               | Inscrits         | 4 883 | 100,00 |    |  |  |  |
| Abstentions              | Abstentions            | Abstentions      | 1 845 | 37,78  |    |  |  |  |
| Votants                  | Votants                | Votants          | 3 038 | 62,22  |    |  |  |  |
| Blancs ou nuls           | Blancs ou nuls         | Blancs ou nuls   | 89    | 2,93   |    |  |  |  |
| Exprimés                 | Exprimés               | Exprimés         | 2 949 | 97,07  |    |  |  |  |
| * Liste du maire sortant |                        |                  |       |        |    |  |  |  |

### Cesson
- Maire sortant : Christian Didion (DVD)
- 29 sièges à pourvoir au conseil municipal (population légale 1999 : 7 699 habitants)

|                          | Christian Didion *  | DVD            | 2 200 | 67,82  | 25 |  |  |  |
|                          | Dominique Chaigneau | DVG            | 1 044 | 32,18  | 4  |  |  |  |
|                          |                     |                |       |        |    |  |  |  |
| Inscrits                 | Inscrits            | Inscrits       | 5 650 | 100,00 |    |  |  |  |
| Abstentions              | Abstentions         | Abstentions    | 2 272 | 40,21  |    |  |  |  |
| Votants                  | Votants             | Votants        | 3 378 | 59,79  |    |  |  |  |
| Blancs ou nuls           | Blancs ou nuls      | Blancs ou nuls | 134   | 3,97   |    |  |  |  |
| Exprimés                 | Exprimés            | Exprimés       | 3 244 | 96,03  |    |  |  |  |
| * Liste du maire sortant |                     |                |       |        |    |  |  |  |

### Champs-sur-Marne
- Maire sortante : Maud Tallet (PCF)
- 35 sièges à pourvoir au conseil municipal (population légale 1999 : 24 553 habitants)

|                              | Maud Tallet *  | PCF (G. pl.)   | 3 439  | 53,36  | 27 |  |  |  |
|                              | Thierry Dupont | RPR (Un. d.)   | 3 006  | 46,64  | 8  |  |  |  |
|                              |                |                |        |        |    |  |  |  |
| Inscrits                     | Inscrits       | Inscrits       | 12 287 | 100,00 |    |  |  |  |
| Abstentions                  | Abstentions    | Abstentions    | 5 517  | 44,90  |    |  |  |  |
| Votants                      | Votants        | Votants        | 6 770  | 55,10  |    |  |  |  |
| Blancs ou nuls               | Blancs ou nuls | Blancs ou nuls | 325    | 4,80   |    |  |  |  |
| Exprimés                     | Exprimés       | Exprimés       | 6 445  | 95,20  |    |  |  |  |
| * Liste de la maire sortante |                |                |        |        |    |  |  |  |

### Chelles
- Maire sortant : Jean-Paul Planchou (PS)
- 43 sièges à pourvoir au conseil municipal (population légale 1999 : 45 399 habitants)

|                          | Jean-Paul Planchou * | PS-PCF-Verts (G. pl.) | 7 430  | 51,67  | 33 |  |  |  |
| Chelles en marche        |                      |                       | 7 430  | 51,67  | 33 |  |  |  |
|                          | Hubert Pipard        | RPR (Un. d.)          | 6 949  | 48,33  | 10 |  |  |  |
| Union pour Chelles       |                      |                       | 6 949  | 48,33  | 10 |  |  |  |
|                          |                      |                       |        |        |    |  |  |  |
| Inscrits                 | Inscrits             | Inscrits              | 26 391 | 100,00 |    |  |  |  |
| Abstentions              | Abstentions          | Abstentions           | 11 129 | 42,17  |    |  |  |  |
| Votants                  | Votants              | Votants               | 15 262 | 57,83  |    |  |  |  |
| Blancs ou nuls           | Blancs ou nuls       | Blancs ou nuls        | 883    | 5,78   |    |  |  |  |
| Exprimés                 | Exprimés             | Exprimés              | 14 379 | 94,21  |    |  |  |  |
| * Liste du maire sortant |                      |                       |        |        |    |  |  |  |

### Claye-Souilly
- Maire sortant : Yves Albarello (RPR)
- 33 sièges à pourvoir au conseil municipal (population légale 1999 : 10 152 habitants)

|                                               | Yves Albarello *  | RPR            | 2 811 | 77,91  | 30 |  |  |  |
| Vivre à Claye-Souilly                         |                   |                | 2 811 | 77,91  | 30 |  |  |  |
|                                               | Yvon Milin-Lebrun | PCF-PS-DVG     | 797   | 22,09  | 3  |  |  |  |
| Union des forces de gauche pour Claye-Souilly |                   |                | 797   | 22,09  | 3  |  |  |  |
|                                               |                   |                |       |        |    |  |  |  |
| Inscrits                                      | Inscrits          | Inscrits       | 6 385 | 100,00 |    |  |  |  |
| Abstentions                                   | Abstentions       | Abstentions    | 2 618 | 41,00  |    |  |  |  |
| Votants                                       | Votants           | Votants        | 3 767 | 59,00  |    |  |  |  |
| Blancs ou nuls                                | Blancs ou nuls    | Blancs ou nuls | 159   | 4,22   |    |  |  |  |
| Exprimés                                      | Exprimés          | Exprimés       | 3 608 | 95,78  |    |  |  |  |
| * Liste du maire sortant                      |                   |                |       |        |    |  |  |  |

### Combs-la-Ville
- Maire sortant : Guy Geoffroy (RPR)
- 35 sièges à pourvoir au conseil municipal (population légale 1999 : 20 953 habitants)

|                          | Guy Geoffroy *    | RPR (Un. d.)   | 3 787  | 54,57  | 28 |  |  |  |
|                          | Philippe Sainsard | PS-PCF         | 1 563  | 22,52  | 4  |  |  |  |
|                          | Roger Pelloux     | Verts-PRG      | 1 117  | 16,10  | 2  |  |  |  |
|                          | Roger Zallio      | DVG            | 473    | 6,82   | 1  |  |  |  |
|                          |                   |                |        |        |    |  |  |  |
| Inscrits                 | Inscrits          | Inscrits       | 12 360 | 100,00 |    |  |  |  |
| Abstentions              | Abstentions       | Abstentions    | 5 140  | 41,59  |    |  |  |  |
| Votants                  | Votants           | Votants        | 7 220  | 58,41  |    |  |  |  |
| Blancs ou nuls           | Blancs ou nuls    | Blancs ou nuls | 280    | 3,88   |    |  |  |  |
| Exprimés                 | Exprimés          | Exprimés       | 6 940  | 96,12  |    |  |  |  |
| * Liste du maire sortant |                   |                |        |        |    |  |  |  |

### Coulommiers
- Maire sortant : Guy Drut (RPR)
- 33 sièges à pourvoir au conseil municipal (population légale 1999 : 13 852 habitants)

|                          | Guy Drut *     | RPR-UDF (Un. d.) | 2 432 | 62,12  | 27 |  |  |  |
|                          | Jakie Bougault | PCF-PS (G. pl.)  | 1 483 | 37,88  | 6  |  |  |  |
|                          |                |                  |       |        |    |  |  |  |
| Inscrits                 | Inscrits       | Inscrits         | 7 920 | 100,00 |    |  |  |  |
| Abstentions              | Abstentions    | Abstentions      | 3 640 | 45,96  |    |  |  |  |
| Votants                  | Votants        | Votants          | 4 280 | 54,04  |    |  |  |  |
| Blancs ou nuls           | Blancs ou nuls | Blancs ou nuls   | 365   | 8,53   |    |  |  |  |
| Exprimés                 | Exprimés       | Exprimés         | 3 915 | 91,47  |    |  |  |  |
| * Liste du maire sortant |                |                  |       |        |    |  |  |  |

### Dammarie-les-Lys
- Maire sortant : Jean-Claude Mignon (RPR)
- 35 sièges à pourvoir au conseil municipal (population légale 1999 : 20 659 habitants)

|                                            | Jean-Claude Mignon * | RPR-UDF-DVD (Un. d.)          | 4 143  | 67,25  | 30 |  |  |  |
| Union pour Dammarie-les-Lys                |                      |                               | 4 143  | 67,25  | 30 |  |  |  |
|                                            | Daniel Monthéard     | DVG-PCF-PS-Verts-PRG (G. pl.) | 2 018  | 32,75  | 5  |  |  |  |
| Initiative citoyenne pour Dammarie-les-Lys |                      |                               | 2 018  | 32,75  | 5  |  |  |  |
|                                            |                      |                               |        |        |    |  |  |  |
| Inscrits                                   | Inscrits             | Inscrits                      | 11 121 | 100,00 |    |  |  |  |
| Abstentions                                | Abstentions          | Abstentions                   | 4 702  | 42,28  |    |  |  |  |
| Votants                                    | Votants              | Votants                       | 6 419  | 57,72  |    |  |  |  |
| Blancs ou nuls                             | Blancs ou nuls       | Blancs ou nuls                | 258    | 4,02   |    |  |  |  |
| Exprimés                                   | Exprimés             | Exprimés                      | 6 161  | 95,98  |    |  |  |  |
| * Liste du maire sortant                   |                      |                               |        |        |    |  |  |  |

### Dammartin-en-Goële
- Maire sortante : Monique Papin (PS)
- 29 sièges à pourvoir au conseil municipal (population légale 1999 : 7 805 habitants)

| Tête de liste                | Tête de liste    | Liste          | Premier tour | Premier tour | Second tour | Second tour | Sièges | Sièges |
| Tête de liste                | Tête de liste    | Liste          | Voix         | %            | Voix        | %           | CM     |        |
| ---------------------------- | ---------------- | -------------- | ------------ | ------------ | ----------- | ----------- | ------ | ------ |
|                              | Monique Papin *  | PS             | 1 242        | 48,94        | 1 470       | 53,87       | 23     |        |
|                              | Philippe Decuppé | RPR            | 1 037        | 40,86        | 1 259       | 46,13       | 6      |        |
|                              | Vincent Cuomo    | DVD            | 259          | 10,20        |             |             |        |        |
|                              |                  |                |              |              |             |             |        |        |
| Inscrits                     | Inscrits         | Inscrits       | 4 436        | 100,00       | 4 436       | 100,00      |        |        |
| Abstentions                  | Abstentions      | Abstentions    | 1 794        | 40,44        | 1 625       | 36,63       |        |        |
| Votants                      | Votants          | Votants        | 2 642        | 59,56        | 2 811       | 63,37       |        |        |
| Blancs ou nuls               | Blancs ou nuls   | Blancs ou nuls | 104          | 3,94         | 82          | 2,92        |        |        |
| Exprimés                     | Exprimés         | Exprimés       | 2 538        | 96,06        | 2 729       | 97,08       |        |        |
| * Liste de la maire sortante |                  |                |              |              |             |             |        |        |

### Émerainville
- Maire sortant : Alain Kelyor (RPR)
- 29 sièges à pourvoir au conseil municipal (population légale 1999 : 7 027 habitants)

|                          | Alain Kelyor *       | RPR            | 1 370 | 60,49  | 24 |  |  |  |
|                          | Jean-Francis Dauriac | PS (G. pl.)    | 895   | 39,51  | 5  |  |  |  |
|                          |                      |                |       |        |    |  |  |  |
| Inscrits                 | Inscrits             | Inscrits       | 3 480 | 100,00 |    |  |  |  |
| Abstentions              | Abstentions          | Abstentions    | 1 094 | 31,44  |    |  |  |  |
| Votants                  | Votants              | Votants        | 2 386 | 68,56  |    |  |  |  |
| Blancs ou nuls           | Blancs ou nuls       | Blancs ou nuls | 121   | 5,07   |    |  |  |  |
| Exprimés                 | Exprimés             | Exprimés       | 2 265 | 94,93  |    |  |  |  |
| * Liste du maire sortant |                      |                |       |        |    |  |  |  |

### La Ferté-sous-Jouarre
- Maire sortant : Bernard Doumeizel (RPR)
- 29 sièges à pourvoir au conseil municipal (population légale 1999 : 8 584 habitants)

| Tête de liste                             | Tête de liste  | Liste                 | Premier tour | Premier tour | Second tour | Second tour | Sièges  | Sièges |
| Tête de liste                             | Tête de liste  | Liste                 | Voix         | %            | Voix        | %           | CM      |        |
| ----------------------------------------- | -------------- | --------------------- | ------------ | ------------ | ----------- | ----------- | ------- | ------ |
|                                           | Marie Richard  | PS-PCF-Verts (G. pl.) | 1 287        | 46,63        | 1 540       | 51,85       | 22      |        |
| Pour La Ferté, le changement              |                |                       | 1 287        | 46,63        | 1 540       | 51,85       | 22      |        |
|                                           | Didier Crocis  | DVD-RPR               | 962          | 34,86        | 1 430       | 48,15       | 7       |        |
| Tous ensemble pour La Ferté               |                |                       | 962          | 34,86        | 1 430       | 48,15       | 7       |        |
|                                           | Gérard Gabin   | DVD                   | 511          | 18,51        | Retrait     | Retrait     | Retrait |        |
| Force nouvelle pour La Ferté-sous-Jouarre |                |                       | 511          | 18,51        | Retrait     | Retrait     | Retrait |        |
|                                           |                |                       |              |              |             |             |         |        |
| Inscrits                                  | Inscrits       | Inscrits              | 4 844        | 100,00       | 4 839       | 100,00      |         |        |
| Abstentions                               | Abstentions    | Abstentions           | 1 950        | 40,26        | 1 743       | 36,02       |         |        |
| Votants                                   | Votants        | Votants               | 2 894        | 59,74        | 3 096       | 63,98       |         |        |
| Blancs ou nuls                            | Blancs ou nuls | Blancs ou nuls        | 134          | 4,63         | 126         | 4,07        |         |        |
| Exprimés                                  | Exprimés       | Exprimés              | 2 760        | 95,37        | 2 970       | 95,93       |         |        |

### Fontainebleau
- Maire sortant : Paul Dubrule (RPR)
- 33 sièges à pourvoir au conseil municipal (population légale 1999 : 15 942 habitants)

| Tête de liste            | Tête de liste         | Liste          | Premier tour | Premier tour | Second tour | Second tour | Sièges | Sièges |
| Tête de liste            | Tête de liste         | Liste          | Voix         | %            | Voix        | %           | CM     |        |
| ------------------------ | --------------------- | -------------- | ------------ | ------------ | ----------- | ----------- | ------ | ------ |
|                          | Paul Dubrule *        | RPR            | 1 382        | 26,31        | 1 568       | 28,02       | 5      |        |
|                          | Jacques Nizart,       | DVD            | 1 362        | 25,93        | 1 735       | 31,00       | 22     |        |
|                          | Jean-François Robinet | UDF            | 1 357        | 25,83        | 1 482       | 26,48       | 4      |        |
|                          | Michel Helfter        | Verts          | 579          | 11,02        | 400         | 7,15        | 1      |        |
|                          | Bernard Mis           | PS-PCF         | 573          | 10,91        | 412         | 7,36        | 1      |        |
|                          |                       |                |              |              |             |             |        |        |
| Inscrits                 | Inscrits              | Inscrits       | 9 382        | 100,00       | 9 382       | 100,00      |        |        |
| Abstentions              | Abstentions           | Abstentions    | 3 983        | 42,45        | 3 690       | 39,33       |        |        |
| Votants                  | Votants               | Votants        | 5 399        | 57,55        | 5 692       | 60,67       |        |        |
| Blancs ou nuls           | Blancs ou nuls        | Blancs ou nuls | 146          | 2,70         | 95          | 1,67        |        |        |
| Exprimés                 | Exprimés              | Exprimés       | 5 253        | 97,30        | 5 597       | 98,33       |        |        |
| * Liste du maire sortant |                       |                |              |              |             |             |        |        |

### Gretz-Armainvilliers
- Maire sortant : Gilbert Pillet (DVD), ne se représente pas
- 29 sièges à pourvoir au conseil municipal (population légale 1999 : 7 613 habitants)

| Tête de liste  | Tête de liste                | Liste          | Premier tour | Premier tour | Second tour | Second tour | Sièges | Sièges |
| Tête de liste  | Tête de liste                | Liste          | Voix         | %            | Voix        | %           | CM     |        |
| -------------- | ---------------------------- | -------------- | ------------ | ------------ | ----------- | ----------- | ------ | ------ |
|                | Jean-Paul Garcia             | DVD            |              |              | -           | -           | 23     |        |
|                | Olivier Chebrou de Lespinats | RPF            |              |              |             |             | 2      |        |
|                | Dominique Viellepeau         | PCF            | 401          | 15,39        | 413         | 15,94       | 2      |        |
|                | Patrick Giovannoni           | DL             |              |              |             |             | 2      |        |
|                |                              |                |              |              |             |             |        |        |
| Inscrits       | Inscrits                     | Inscrits       | 4 305        | 100,00       | 4 305       | 100,00      |        |        |
| Abstentions    | Abstentions                  | Abstentions    | 1 575        | 36,59        | 1 640       | 38,10       |        |        |
| Votants        | Votants                      | Votants        | 2 730        | 63,41        | 2 665       | 61,90       |        |        |
| Blancs ou nuls | Blancs ou nuls               | Blancs ou nuls | 125          | 4,58         | 74          | 2,78        |        |        |
| Exprimés       | Exprimés                     | Exprimés       | 2 605        | 95,42        | 2 591       | 97,22       |        |        |

### Lagny-sur-Marne
- Maire sortant : Patrice Pagny (DVD)
- 33 sièges à pourvoir au conseil municipal (population légale 1999 : 19 368 habitants)

| Tête de liste            | Tête de liste        | Liste          | Premier tour | Premier tour | Second tour | Second tour | Sièges  | Sièges |
| Tête de liste            | Tête de liste        | Liste          | Voix         | %            | Voix        | %           | CM      |        |
| ------------------------ | -------------------- | -------------- | ------------ | ------------ | ----------- | ----------- | ------- | ------ |
|                          | Patrice Pagny        | DVD            | 2 069        | 36,32        | 2 773       | 47,40       | 25      |        |
|                          | Jean-Charles Perroux | RPR-UDF-DL     | 1 288        | 22,61        | 2 178       | 37,23       | 6       |        |
|                          | Bernard Altwies      | DVD            | 1 040        | 18,26        | Retrait     | Retrait     | Retrait |        |
|                          | Pascal Le Poulain    | PS-PCF-MDC     | 786          | 13,80        | 899         | 15,37       | 2       |        |
|                          | Franck Rolland       | Verts          | 513          | 9,01         |             |             |         |        |
|                          |                      |                |              |              |             |             |         |        |
| Inscrits                 | Inscrits             | Inscrits       | 11 473       | 100,00       | 11 473      | 100,00      |         |        |
| Abstentions              | Abstentions          | Abstentions    | 5 639        | 49,15        | 5 462       | 47,61       |         |        |
| Votants                  | Votants              | Votants        | 5 834        | 50,85        | 6 011       | 52,39       |         |        |
| Blancs ou nuls           | Blancs ou nuls       | Blancs ou nuls | 138          | 2,36         | 161         | 2,68        |         |        |
| Exprimés                 | Exprimés             | Exprimés       | 5 696        | 97,63        | 5 850       | 97,32       |         |        |
| * Liste du maire sortant |                      |                |              |              |             |             |         |        |

### Lésigny
- Maire sortant : Gérard Ruffin (UDF)
- 29 sièges à pourvoir au conseil municipal (population légale 1999 : 7 647 habitants)

|                          | Gérard Ruffin *    | UDF            | 1 378 | 50,16  | 21 |  |  |  |
|                          | Philippe Rousselet | RPR            | 794   | 28,90  | 5  |  |  |  |
|                          | Michel Mézange     | DVG            | 575   | 20,93  | 3  |  |  |  |
|                          |                    |                |       |        |    |  |  |  |
| Inscrits                 | Inscrits           | Inscrits       | 5 303 | 100,00 |    |  |  |  |
| Abstentions              | Abstentions        | Abstentions    | 2 440 | 46,01  |    |  |  |  |
| Votants                  | Votants            | Votants        | 2 863 | 53,99  |    |  |  |  |
| Blancs ou nuls           | Blancs ou nuls     | Blancs ou nuls | 116   | 4,05   |    |  |  |  |
| Exprimés                 | Exprimés           | Exprimés       | 2 747 | 95,95  |    |  |  |  |
| * Liste du maire sortant |                    |                |       |        |    |  |  |  |

### Lognes
- Maire sortant : Michel Ricart (PS)
- 33 sièges à pourvoir au conseil municipal (population légale 1999 : 14 215 habitants)

|                          | Michel Ricart * | PS-PCF-MDC     | 1 842 | 78,12  | 30 |  |  |  |
|                          | Loïc Cariou     | Verts          | 516   | 21,88  | 3  |  |  |  |
|                          |                 |                |       |        |    |  |  |  |
| Inscrits                 | Inscrits        | Inscrits       | 6 356 | 100,00 |    |  |  |  |
| Abstentions              | Abstentions     | Abstentions    | 3 749 | 58,98  |    |  |  |  |
| Votants                  | Votants         | Votants        | 2 607 | 41,02  |    |  |  |  |
| Blancs ou nuls           | Blancs ou nuls  | Blancs ou nuls | 249   | 9,55   |    |  |  |  |
| Exprimés                 | Exprimés        | Exprimés       | 2 358 | 90,45  |    |  |  |  |
| * Liste du maire sortant |                 |                |       |        |    |  |  |  |

### Meaux
- Maire sortant : Jean-François Copé (RPR)
- 43 sièges à pourvoir au conseil municipal (population légale 1999 : 49 421 habitants)

|                          | Jean-François Copé * | RPR-UDF-MPF (Un. d.)          | 9 072  | 68,21  | 37 |  |  |  |
|                          | Nicole Bricq         | PS-PCF-Verts-PRG-MDC (G. pl.) | 4 228  | 31,79  | 6  |  |  |  |
|                          |                      |                               |        |        |    |  |  |  |
| Inscrits                 | Inscrits             | Inscrits                      | 21 757 | 100,00 |    |  |  |  |
| Abstentions              | Abstentions          | Abstentions                   | 7 910  | 36,36  |    |  |  |  |
| Votants                  | Votants              | Votants                       | 13 847 | 63,64  |    |  |  |  |
| Blancs ou nuls           | Blancs ou nuls       | Blancs ou nuls                | 547    | 3,95   |    |  |  |  |
| Exprimés                 | Exprimés             | Exprimés                      | 13 300 | 96,05  |    |  |  |  |
| * Liste du maire sortant |                      |                               |        |        |    |  |  |  |

### Le Mée-sur-Seine
- Maire sortant : René André (UDF), ne se représente pas
- 35 sièges à pourvoir au conseil municipal (population légale 1999 : 21 217 habitants)

|                | Yves Agostini  | UDF (Un. d.)   | 2 931  | 54,02  | 27 |  |  |  |
|                | Robert Samyn   | PS (G. pl.)    | 2 495  | 45,98  | 8  |  |  |  |
|                |                |                |        |        |    |  |  |  |
| Inscrits       | Inscrits       | Inscrits       | 10 823 | 100,00 |    |  |  |  |
| Abstentions    | Abstentions    | Abstentions    | 5 125  | 47,35  |    |  |  |  |
| Votants        | Votants        | Votants        | 5 698  | 52,65  |    |  |  |  |
| Blancs ou nuls | Blancs ou nuls | Blancs ou nuls | 272    | 4,77   |    |  |  |  |
| Exprimés       | Exprimés       | Exprimés       | 5 426  | 95,23  |    |  |  |  |

### Melun
- Maire sortant : Jacques Marinelli (RPR)
- 39 sièges à pourvoir au conseil municipal (population légale 1999 : 35 695 habitants)

| Tête de liste            | Tête de liste       | Liste                     | Premier tour | Premier tour | Second tour | Second tour | Sièges | Sièges |
| Tête de liste            | Tête de liste       | Liste                     | Voix         | %            | Voix        | %           | CM     |        |
| ------------------------ | ------------------- | ------------------------- | ------------ | ------------ | ----------- | ----------- | ------ | ------ |
|                          | Jacques Marinelli * | RPR-UDF (Un. d.)          | 3 583        | 45,19        | 3 815       | 45,60       | 29     |        |
|                          | Michel Marciset     | PS-PCF-Verts-MDC (G. pl.) | 3 125        | 39,42        | 3 638       | 43,48       | 8      |        |
|                          | Jean-François Jalkh | FN                        | 1 220        | 15,39        | 914         | 10,92       | 2      |        |
|                          |                     |                           |              |              |             |             |        |        |
| Inscrits                 | Inscrits            | Inscrits                  | 17 116       | 100,00       | 17 116      | 100,00      |        |        |
| Abstentions              | Abstentions         | Abstentions               | 8 822        | 51,54        | 8 516       | 49,75       |        |        |
| Votants                  | Votants             | Votants                   | 8 294        | 48,46        | 8 600       | 50,25       |        |        |
| Blancs ou nuls           | Blancs ou nuls      | Blancs ou nuls            | 366          | 4,41         | 233         | 2,71        |        |        |
| Exprimés                 | Exprimés            | Exprimés                  | 7 928        | 95,59        | 8 367       | 97,29       |        |        |
| * Liste du maire sortant |                     |                           |              |              |             |             |        |        |

### Mitry-Mory
- Maire sortant : Jean-Pierre Bontoux (PCF)
- 33 sièges à pourvoir au conseil municipal (population légale 1999 : 16 869 habitants)

|                          | Jean-Pierre Bontoux * | PCF-PS-Verts (G. pl.) | 3 208 | 57,06  | 26 |  |  |  |
|                          | Laurent Barré         | RPR-UDF (Un. d.)      | 2 414 | 42,94  | 7  |  |  |  |
|                          |                       |                       |       |        |    |  |  |  |
| Inscrits                 | Inscrits              | Inscrits              | 9 711 | 100,00 |    |  |  |  |
| Abstentions              | Abstentions           | Abstentions           | 3 723 | 38,34  |    |  |  |  |
| Votants                  | Votants               | Votants               | 5 988 | 61,66  |    |  |  |  |
| Blancs ou nuls           | Blancs ou nuls        | Blancs ou nuls        | 366   | 6,11   |    |  |  |  |
| Exprimés                 | Exprimés              | Exprimés              | 5 622 | 93,89  |    |  |  |  |
| * Liste du maire sortant |                       |                       |       |        |    |  |  |  |

### Moissy-Cramayel
- Maire sortant : Jean-Jacques Fournier (PS)
- 33 sièges à pourvoir au conseil municipal (population légale 1999 : 14 298 habitants)

|                          | Jean-Jacques Fournier * | PS (G. pl.)    | 2 128 | 100,00 | 33 |  |  |  |
|                          |                         |                |       |        |    |  |  |  |
| Inscrits                 | Inscrits                | Inscrits       | 6 993 | 100,00 |    |  |  |  |
| Abstentions              | Abstentions             | Abstentions    | 3 920 | 56,06  |    |  |  |  |
| Votants                  | Votants                 | Votants        | 3 073 | 43,94  |    |  |  |  |
| Blancs ou nuls           | Blancs ou nuls          | Blancs ou nuls | 945   | 30,75  |    |  |  |  |
| Exprimés                 | Exprimés                | Exprimés       | 2 128 | 69,25  |    |  |  |  |
| * Liste du maire sortant |                         |                |       |        |    |  |  |  |

### Montereau-Fault-Yonne
- Maire sortant : Yves Jégo (RPR)
- 33 sièges à pourvoir au conseil municipal (population légale 1999 : 17 625 habitants)

|                          | Yves Jégo *    | RPR (Un. d.)        | 3 001 | 63,85  | 28 |  |  |  |
|                          | José Ruiz      | PCF-PS-MDC (G. pl.) | 1 343 | 28,57  | 4  |  |  |  |
|                          | Salah Belarbi  | DVG                 | 356   | 7,57   | 1  |  |  |  |
|                          |                |                     |       |        |    |  |  |  |
| Inscrits                 | Inscrits       | Inscrits            | 7 483 | 100,00 |    |  |  |  |
| Abstentions              | Abstentions    | Abstentions         | 2 574 | 34,40  |    |  |  |  |
| Votants                  | Votants        | Votants             | 4 909 | 65,60  |    |  |  |  |
| Blancs ou nuls           | Blancs ou nuls | Blancs ou nuls      | 209   | 4,26   |    |  |  |  |
| Exprimés                 | Exprimés       | Exprimés            | 4 700 | 95,74  |    |  |  |  |
| * Liste du maire sortant |                |                     |       |        |    |  |  |  |

### Nangis
- Maire sortant : Claude Pasquier (PCF)
- 29 sièges à pourvoir au conseil municipal (population légale 1999 : 7 479 habitants)

|                          | Claude Pasquier * | PCF            | 1 450 | 53,23  | 22 |  |  |  |
|                          | Paule Noury       | RPR            | 1 274 | 46,77  | 7  |  |  |  |
|                          |                   |                |       |        |    |  |  |  |
| Inscrits                 | Inscrits          | Inscrits       | 4 887 | 100,00 |    |  |  |  |
| Abstentions              | Abstentions       | Abstentions    | 1 935 | 39,59  |    |  |  |  |
| Votants                  | Votants           | Votants        | 2 952 | 60,41  |    |  |  |  |
| Blancs ou nuls           | Blancs ou nuls    | Blancs ou nuls | 228   | 7,72   |    |  |  |  |
| Exprimés                 | Exprimés          | Exprimés       | 2 724 | 92,28  |    |  |  |  |
| * Liste du maire sortant |                   |                |       |        |    |  |  |  |

### Nemours
- Maire sortant : Charles Hochart (RPR)
- 33 sièges à pourvoir au conseil municipal (population légale 1999 : 12 898 habitants)

|                          | Pascal Maraux     | PS (G. pl.)    | 1 616 | 50,45  | 25 |  |  |  |
|                          | Charles Hochart * | RPR (Un. d.)   | 1 587 | 49,55  | 8  |  |  |  |
|                          |                   |                |       |        |    |  |  |  |
| Inscrits                 | Inscrits          | Inscrits       | 6 033 | 100,00 |    |  |  |  |
| Abstentions              | Abstentions       | Abstentions    | 2 621 | 43,44  |    |  |  |  |
| Votants                  | Votants           | Votants        | 3 412 | 56,56  |    |  |  |  |
| Blancs ou nuls           | Blancs ou nuls    | Blancs ou nuls | 209   | 6,13   |    |  |  |  |
| Exprimés                 | Exprimés          | Exprimés       | 3 203 | 93,87  |    |  |  |  |
| * Liste du maire sortant |                   |                |       |        |    |  |  |  |

### Noisiel
- Maire sortant : Daniel Vachez (PS)
- 33 sièges à pourvoir au conseil municipal (population légale 1999 : 15 502 habitants)

| Tête de liste            | Tête de liste      | Liste                 | Premier tour | Premier tour | Second tour | Second tour | Sièges | Sièges |
| Tête de liste            | Tête de liste      | Liste                 | Voix         | %            | Voix        | %           | CM     |        |
| ------------------------ | ------------------ | --------------------- | ------------ | ------------ | ----------- | ----------- | ------ | ------ |
|                          | Daniel Vachez *    | PS-PCF-Verts (G. pl.) | 1 718        | 49,50        | 1 768       | 49,37       | 25     |        |
|                          | Jean-Pierre Classe | RPR (Un. d.)          | 909          | 26,19        | 927         | 25,89       | 4      |        |
|                          | Abdelkrim Médiène  | DVG                   | 844          | 24,32        | 886         | 24,74       | 4      |        |
|                          |                    |                       |              |              |             |             |        |        |
| Inscrits                 | Inscrits           | Inscrits              | 7 851        | 100,00       | 7 851       | 100,00      |        |        |
| Abstentions              | Abstentions        | Abstentions           | 4 236        | 53,95        | 4 180       | 53,24       |        |        |
| Votants                  | Votants            | Votants               | 3 615        | 46,05        | 3 671       | 46,76       |        |        |
| Blancs ou nuls           | Blancs ou nuls     | Blancs ou nuls        | 144          | 3,98         | 90          | 2,45        |        |        |
| Exprimés                 | Exprimés           | Exprimés              | 3 471        | 96,01        | 3 581       | 97,55       |        |        |
| * Liste du maire sortant |                    |                       |              |              |             |             |        |        |

### Ozoir-la-Ferrière
- Maire sortant : Jacques Loyer (PS)
- 35 sièges à pourvoir au conseil municipal (population légale 1999 : 20 707 habitants)

| Tête de liste            | Tête de liste       | Liste           | Premier tour | Premier tour | Second tour | Second tour | Sièges | Sièges |
| Tête de liste            | Tête de liste       | Liste           | Voix         | %            | Voix        | %           | CM     |        |
| ------------------------ | ------------------- | --------------- | ------------ | ------------ | ----------- | ----------- | ------ | ------ |
|                          | Jacques Loyer *     | PS              | 2 098        | 32,50        | 2 978       | 43,01       | 7      |        |
| Unis pour agir           |                     |                 | 2 098        | 32,50        | 2 978       | 43,01       | 7      |        |
|                          | Jean-François Oneto | DVD-DL-UDF-RPF  | 1 893        | 29,33        | 3 186       | 46,01       | 26     |        |
| Horizon 2000             |                     |                 | 1 893        | 29,33        | 3 186       | 46,01       | 26     |        |
|                          | Chantal Brunel      | DL-RPR (Un. d.) | 1 185        | 18,36        | 3 186       | 46,01       | 26     |        |
| Ozoir à coeur            |                     |                 | 1 185        | 18,36        | 3 186       | 46,01       | 26     |        |
|                          | Marie Cardoso       | Verts-Écol.     | 721          | 11,17        | 760         | 10,98       | 2      |        |
| Mieux vivre à Ozoir      |                     |                 | 721          | 11,17        | 760         | 10,98       | 2      |        |
|                          | Étienne Dulac       | DVD (Gaull.)    | 325          | 5,03         |             |             |        |        |
| Ozoir pour tous          |                     |                 | 325          | 5,03         |             |             |        |        |
|                          | Daniel Alloncle     | PT              | 233          | 3,61         |             |             |        |        |
| Démocratie communale     |                     |                 | 233          | 3,61         |             |             |        |        |
|                          |                     |                 |              |              |             |             |        |        |
| Inscrits                 | Inscrits            | Inscrits        | 11 556       | 100,00       | 11 557      | 100,00      |        |        |
| Abstentions              | Abstentions         | Abstentions     | 4 845        | 41,93        | 4 445       | 38,46       |        |        |
| Votants                  | Votants             | Votants         | 6 711        | 58,07        | 7 112       | 61,54       |        |        |
| Blancs ou nuls           | Blancs ou nuls      | Blancs ou nuls  | 256          | 3,81         | 188         | 2,64        |        |        |
| Exprimés                 | Exprimés            | Exprimés        | 6 455        | 96,18        | 6 924       | 97,35       |        |        |
| * Liste du maire sortant |                     |                 |              |              |             |             |        |        |

### Pontault-Combault
- Maire sortant : Jacques Heuclin (PS)
- 39 sièges à pourvoir au conseil municipal (population légale 1999 : 32 886 habitants)

|                          | Jacques Heuclin | PS (G. pl.)      | 5 603  | 67,21  | 33 |  |  |  |
|                          | Monique Hauer   | RPR-UDF (Un. d.) | 2 734  | 32,79  | 6  |  |  |  |
|                          |                 |                  |        |        |    |  |  |  |
| Inscrits                 | Inscrits        | Inscrits         | 16 516 | 100,00 |    |  |  |  |
| Abstentions              | Abstentions     | Abstentions      | 7 673  | 46,46  |    |  |  |  |
| Votants                  | Votants         | Votants          | 8 843  | 53,54  |    |  |  |  |
| Blancs ou nuls           | Blancs ou nuls  | Blancs ou nuls   | 506    | 5,72   |    |  |  |  |
| Exprimés                 | Exprimés        | Exprimés         | 8 337  | 94,28  |    |  |  |  |
| * Liste du maire sortant |                 |                  |        |        |    |  |  |  |

### Provins
- Maire sortant : Robert Chevalier (RPR diss.)
- 33 sièges à pourvoir au conseil municipal (population légale 1999 : 11 667 habitants)

| Tête de liste            | Tête de liste      | Liste          | Premier tour | Premier tour | Second tour | Second tour | Sièges | Sièges |
| Tête de liste            | Tête de liste      | Liste          | Voix         | %            | Voix        | %           | CM     |        |
| ------------------------ | ------------------ | -------------- | ------------ | ------------ | ----------- | ----------- | ------ | ------ |
|                          | Christian Jacob    | RPR            | 1 335        | 37,13        | 1 561       | 40,18       | 24     |        |
|                          | Robert Chevalier * | RPR diss.      | 1 239        | 34,46        | 1 447       | 37,25       | 6      |        |
|                          | Bertrand Caparroy  | PS (G. pl.)    | 1 021        | 28,40        | 877         | 22,57       | 3      |        |
|                          |                    |                |              |              |             |             |        |        |
| Inscrits                 | Inscrits           | Inscrits       | 5 826        | 100,00       | 5 826       | 100,00      |        |        |
| Abstentions              | Abstentions        | Abstentions    | 2 110        | 36,22        | 1 860       | 31,93       |        |        |
| Votants                  | Votants            | Votants        | 3 716        | 63,78        | 3 966       | 68,07       |        |        |
| Blancs ou nuls           | Blancs ou nuls     | Blancs ou nuls | 121          | 3,25         | 81          | 2,04        |        |        |
| Exprimés                 | Exprimés           | Exprimés       | 3 595        | 96,74        | 3 885       | 97,96       |        |        |
| * Liste du maire sortant |                    |                |              |              |             |             |        |        |

### Roissy-en-Brie
- Maire sortant : Lionel Courant (RPF)
- 33 sièges à pourvoir au conseil municipal (population légale 1999 : 19 693 habitants)

| Tête de liste            | Tête de liste      | Liste                 | Premier tour | Premier tour | Second tour | Second tour | Sièges | Sièges |
| Tête de liste            | Tête de liste      | Liste                 | Voix         | %            | Voix        | %           | CM     |        |
| ------------------------ | ------------------ | --------------------- | ------------ | ------------ | ----------- | ----------- | ------ | ------ |
|                          | Lionel Courant *   | DVD-RPF               | 2 291        | 39,52        | 2 999       | 47,98       | 8      |        |
|                          | Christiane Béraud  | PS-Verts-MDC (G. pl.) | 1 948        | 33,60        | 3 252       | 52,02       | 25     |        |
|                          | Alain Vacheret     | PCF                   | 1 103        | 19,03        | 3 252       | 52,02       | 25     |        |
|                          | Marie-Pierre Badré | DL                    | 455          | 7,85         |             |             |        |        |
|                          |                    |                       |              |              |             |             |        |        |
| Inscrits                 | Inscrits           | Inscrits              | 10 830       | 100,00       | 10 830      | 100,00      |        |        |
| Abstentions              | Abstentions        | Abstentions           | 4 757        | 43,92        | 4 337       | 40,05       |        |        |
| Votants                  | Votants            | Votants               | 6 073        | 56,08        | 6 493       | 59,95       |        |        |
| Blancs ou nuls           | Blancs ou nuls     | Blancs ou nuls        | 276          | 4,54         | 242         | 3,73        |        |        |
| Exprimés                 | Exprimés           | Exprimés              | 5 797        | 95,45        | 6 251       | 96,27       |        |        |
| * Liste du maire sortant |                    |                       |              |              |             |             |        |        |

### Saint-Fargeau-Ponthierry
- Maire sortant : Lionel Walker (DVG, PS app.)
- 33 sièges à pourvoir au conseil municipal (population légale 1999 : 11 224 habitants)

|                          | Lionel Walker * | DVG            | 2 836 | 68,19  | 28 |  |  |  |
|                          | Jacky Portier   | RPR            | 1 323 | 31,81  | 5  |  |  |  |
|                          |                 |                |       |        |    |  |  |  |
| Inscrits                 | Inscrits        | Inscrits       | 7 377 | 100,00 |    |  |  |  |
| Abstentions              | Abstentions     | Abstentions    | 3 018 | 40,91  |    |  |  |  |
| Votants                  | Votants         | Votants        | 4 359 | 59,09  |    |  |  |  |
| Blancs ou nuls           | Blancs ou nuls  | Blancs ou nuls | 200   | 4,59   |    |  |  |  |
| Exprimés                 | Exprimés        | Exprimés       | 4 159 | 95,41  |    |  |  |  |
| * Liste du maire sortant |                 |                |       |        |    |  |  |  |

### Savigny-le-Temple
- Maire sortant : Jean-Louis Mouton (PS)
- 35 sièges à pourvoir au conseil municipal (population légale 1999 : 22 339 habitants)

| Tête de liste                    | Tête de liste       | Liste            | Premier tour | Premier tour | Second tour | Second tour | Sièges | Sièges |
| Tête de liste                    | Tête de liste       | Liste            | Voix         | %            | Voix        | %           | CM     |        |
| -------------------------------- | ------------------- | ---------------- | ------------ | ------------ | ----------- | ----------- | ------ | ------ |
|                                  | Jean-Louis Mouton * | PS-PCF (G. pl.)  | 2 710        | 46,22        | 2 808       | 47,40       | 26     |        |
| Savigny en tête                  |                     |                  | 2 710        | 46,22        | 2 808       | 47,40       | 26     |        |
|                                  | Chantal Fouché      | DVD-RPR (Un. d.) | 1 754        | 29,92        | 1 985       | 33,51       | 6      |        |
| Savigny renouveau                |                     |                  | 1 754        | 29,92        | 1 985       | 33,51       | 6      |        |
|                                  | Guiseppe Cangemi    | Verts            | 809          | 13,80        | 632         | 10,67       | 2      |        |
| Démarche écologique et citoyenne |                     |                  | 809          | 13,80        | 632         | 10,67       | 2      |        |
|                                  | Patrick Desphelipon | LCR              | 590          | 10,06        | 499         | 8,42        | 1      |        |
| À gauche autrement à Savigny     |                     |                  | 590          | 10,06        | 499         | 8,42        | 1      |        |
|                                  |                     |                  |              |              |             |             |        |        |
| Inscrits                         | Inscrits            | Inscrits         | 10 904       | 100,00       | 10 904      | 100,00      |        |        |
| Abstentions                      | Abstentions         | Abstentions      | 4 738        | 43,45        | 4 840       | 44,39       |        |        |
| Votants                          | Votants             | Votants          | 6 166        | 56,55        | 6 064       | 55,61       |        |        |
| Blancs ou nuls                   | Blancs ou nuls      | Blancs ou nuls   | 303          | 4,91         | 140         | 2,31        |        |        |
| Exprimés                         | Exprimés            | Exprimés         | 5 863        | 95,09        | 5 924       | 97,69       |        |        |
| * Liste du maire sortant         |                     |                  |              |              |             |             |        |        |

### Thorigny-sur-Marne
- Maire sortant : Pierre Chantrel (DVD)
- 29 sièges à pourvoir au conseil municipal (population légale 1999 : 9 029 habitants)

|                          | Pierre Chantrel * | DVD            | 1 348 | 51,89  | 22 |  |  |  |
|                          | Élisabeth Zeller  | UDF            | 1 250 | 48,11  | 7  |  |  |  |
|                          |                   |                |       |        |    |  |  |  |
| Inscrits                 | Inscrits          | Inscrits       | 4 965 | 100,00 |    |  |  |  |
| Abstentions              | Abstentions       | Abstentions    | 2 094 | 42,18  |    |  |  |  |
| Votants                  | Votants           | Votants        | 2 871 | 57,82  |    |  |  |  |
| Blancs ou nuls           | Blancs ou nuls    | Blancs ou nuls | 273   | 9,51   |    |  |  |  |
| Exprimés                 | Exprimés          | Exprimés       | 2 598 | 90,49  |    |  |  |  |
| * Liste du maire sortant |                   |                |       |        |    |  |  |  |

### Torcy
- Maire sortant : Christian Chapron (PS)
- 35 sièges à pourvoir au conseil municipal (population légale 1999 : 21 595 habitants)

|                            | Christian Chapron * | PS-PCF-Verts-MDC (G. pl.) | 3 028 | 64,33  | 29 |  |  |  |
| Ensemble, vivons Torcy     |                     |                           | 3 028 | 64,33  | 29 |  |  |  |
|                            | Christian Cheval    | UDF-RPR (Un. d.)          | 1 679 | 35,67  | 6  |  |  |  |
| Torcy pour vous, pour tous |                     |                           | 1 679 | 35,67  | 6  |  |  |  |
|                            |                     |                           |       |        |    |  |  |  |
| Inscrits                   | Inscrits            | Inscrits                  | 9 622 | 100,00 |    |  |  |  |
| Abstentions                | Abstentions         | Abstentions               | 4 698 | 48,83  |    |  |  |  |
| Votants                    | Votants             | Votants                   | 4 924 | 51,17  |    |  |  |  |
| Blancs ou nuls             | Blancs ou nuls      | Blancs ou nuls            | 217   | 4,41   |    |  |  |  |
| Exprimés                   | Exprimés            | Exprimés                  | 4 707 | 95,59  |    |  |  |  |
| * Liste du maire sortant   |                     |                           |       |        |    |  |  |  |

### Tournan-en-Brie
- Maire sortant : Michel Barret (RPR)
- 29 sièges à pourvoir au conseil municipal (population légale 1999 : 7 545 habitants)

| Tête de liste            | Tête de liste   | Liste          | Premier tour | Premier tour | Second tour | Second tour | Sièges | Sièges |
| Tête de liste            | Tête de liste   | Liste          | Voix         | %            | Voix        | %           | CM     |        |
| ------------------------ | --------------- | -------------- | ------------ | ------------ | ----------- | ----------- | ------ | ------ |
|                          | Michel Barret * | RPR            | 1 278        | 47,32        | 1 404       | 52,56       | 23     |        |
|                          | Laurent Gautier | PS             | 785          | 29,06        | 990         | 37,06       | 5      |        |
|                          | Jean Thibout    | DVD            | 383          | 14,18        | 277         | 10,37       | 1      |        |
|                          | ?               | FN             | 255          | 9,44         |             |             |        |        |
|                          |                 |                |              |              |             |             |        |        |
| Inscrits                 | Inscrits        | Inscrits       | 4 336        | 100,00       | 4 336       | 100,00      |        |        |
| Abstentions              | Abstentions     | Abstentions    | 1 568        | 36,16        | 1 585       | 36,55       |        |        |
| Votants                  | Votants         | Votants        | 2 768        | 63,84        | 2 751       | 63,45       |        |        |
| Blancs ou nuls           | Blancs ou nuls  | Blancs ou nuls | 67           | 2,42         | 80          | 2,91        |        |        |
| Exprimés                 | Exprimés        | Exprimés       | 2 701        | 97,58        | 2 671       | 97,09       |        |        |
| * Liste du maire sortant |                 |                |              |              |             |             |        |        |

### Vaires-sur-Marne
- Maire sortant : Roland Hirt (DVD)
- 33 sièges à pourvoir au conseil municipal (population légale 1999 : 11 772 habitants)

| Tête de liste            | Tête de liste        | Liste           | Premier tour | Premier tour | Second tour | Second tour | Sièges | Sièges |
| Tête de liste            | Tête de liste        | Liste           | Voix         | %            | Voix        | %           | CM     |        |
| ------------------------ | -------------------- | --------------- | ------------ | ------------ | ----------- | ----------- | ------ | ------ |
|                          | Danièle Querci       | PS-PCF (G. pl.) | 1 444        | 32,90        | 1 814       | 37,78       | 23     |        |
|                          | Roland Hirt *        | DVD             | 1 244        | 28,34        | 1 693       | 35,25       | 6      |        |
|                          | Pierre-Jean Prillard | MNR             | 1 151        | 26,22        | 921         | 19,18       | 3      |        |
|                          | Rolland de Galembert | DVD             | 550          | 12,53        | 374         | 7,78        | 1      |        |
|                          |                      |                 |              |              |             |             |        |        |
| Inscrits                 | Inscrits             | Inscrits        | 7 919        | 100,00       | 7 919       | 100,00      |        |        |
| Abstentions              | Abstentions          | Abstentions     | 3 412        | 43,09        | 3 036       | 38,34       |        |        |
| Votants                  | Votants              | Votants         | 4 507        | 56,91        | 4 883       | 61,66       |        |        |
| Blancs ou nuls           | Blancs ou nuls       | Blancs ou nuls  | 118          | 2,62         | 81          | 1,66        |        |        |
| Exprimés                 | Exprimés             | Exprimés        | 4 389        | 97,38        | 4 802       | 98,34       |        |        |
| * Liste du maire sortant |                      |                 |              |              |             |             |        |        |

### Vaux-le-Pénil
- Maire sortant : Pierre Carassus (MDC)
- 33 sièges à pourvoir au conseil municipal (population légale 1999 : 10 688 habitants)

|                                   | Pierre Carassus * | MDC (G. pl.)   | 2 517 | 62,63  | 27 |  |  |  |
| Avec vous pour Vaux-le-Pénil      |                   |                | 2 517 | 62,63  | 27 |  |  |  |
|                                   | Clodi Pratola     | DL-DVD         | 1 502 | 37,37  | 6  |  |  |  |
| Un nouvel élan pour Vaux-le-Pénil |                   |                | 1 502 | 37,37  | 6  |  |  |  |
|                                   |                   |                |       |        |    |  |  |  |
| Inscrits                          | Inscrits          | Inscrits       | 6 969 | 100,00 |    |  |  |  |
| Abstentions                       | Abstentions       | Abstentions    | 2 766 | 39,69  |    |  |  |  |
| Votants                           | Votants           | Votants        | 4 203 | 60,31  |    |  |  |  |
| Blancs ou nuls                    | Blancs ou nuls    | Blancs ou nuls | 184   | 4,38   |    |  |  |  |
| Exprimés                          | Exprimés          | Exprimés       | 4 019 | 95,62  |    |  |  |  |
| * Liste du maire sortant          |                   |                |       |        |    |  |  |  |

### Vert-Saint-Denis
- Maire sortant : Didier Eude (RPR)
- 29 sièges à pourvoir au conseil municipal (population légale 1999 : 7 493 habitants)

| Tête de liste            | Tête de liste   | Liste          | Premier tour | Premier tour | Second tour | Second tour | Sièges | Sièges |
| Tête de liste            | Tête de liste   | Liste          | Voix         | %            | Voix        | %           | CM     |        |
| ------------------------ | --------------- | -------------- | ------------ | ------------ | ----------- | ----------- | ------ | ------ |
|                          | Gérard Bernheim | PS             | 1 443        | 48,42        | 1 565       | 49,40       | 22     |        |
|                          | Didier Eude *   | RPR            | 1 055        | 35,40        | 1 313       | 41,45       | 6      |        |
|                          | François Albert | DVD            | 482          | 16,17        | 290         | 9,15        | 1      |        |
|                          |                 |                |              |              |             |             |        |        |
| Inscrits                 | Inscrits        | Inscrits       | 4 908        | 100,00       | 4 909       | 100,00      |        |        |
| Abstentions              | Abstentions     | Abstentions    | 1 808        | 36,84        | 1 663       | 33,88       |        |        |
| Votants                  | Votants         | Votants        | 3 100        | 63,16        | 3 246       | 66,12       |        |        |
| Blancs ou nuls           | Blancs ou nuls  | Blancs ou nuls | 120          | 3,87         | 78          | 2,40        |        |        |
| Exprimés                 | Exprimés        | Exprimés       | 2 980        | 96,13        | 3 168       | 97,60       |        |        |
| * Liste du maire sortant |                 |                |              |              |             |             |        |        |

### Villeparisis
- Maire sortant : José Hennequin (PS)
- 35 sièges à pourvoir au conseil municipal (population légale 1999 : 21 296 habitants)

|                          | José Hennequin *        | PS-PCF (G. pl.)     | 3 413  | 62,03  | 29 |  |  |  |
|                          | Emmanuel Farrugia       | RPR-UDF-DL (Un. d.) | 997    | 18,12  | 3  |  |  |  |
|                          | Christian Vandenbroucke | MNR                 | 738    | 13,41  | 2  |  |  |  |
|                          | Patrick Maury           | RPF                 | 354    | 6,43   | 1  |  |  |  |
|                          |                         |                     |        |        |    |  |  |  |
| Inscrits                 | Inscrits                | Inscrits            | 11 561 | 100,00 |    |  |  |  |
| Abstentions              | Abstentions             | Abstentions         | 5 778  | 49,98  |    |  |  |  |
| Votants                  | Votants                 | Votants             | 5 783  | 50,02  |    |  |  |  |
| Blancs ou nuls           | Blancs ou nuls          | Blancs ou nuls      | 281    | 4,86   |    |  |  |  |
| Exprimés                 | Exprimés                | Exprimés            | 5 502  | 95,14  |    |  |  |  |
| * Liste du maire sortant |                         |                     |        |        |    |  |  |  |